# 里斯本 (緬因州)
里斯本（英語：Lisbon）是一個位於美國緬因州安德羅斯科金縣的市鎮。

## 人口
根據2020年美國人口普查的數據，里斯本的面積為61.69平方千米，當中陸地面積為59.10平方千米，而水域面積為2.59平方千米。當地共有人口4376人，而人口密度為每平方千米71人。